# Erhart Graefe
Erhart Graefe, aussi appelé Erhartus Graefe (né le 11 février 1943 à Francfort-sur-le-Main) est un égyptologue allemand et professeur a l'Université de Münster.

## Biographie
En 1969, Erhart Graefe termine ses études et obtint son Doctorat en Égyptologie à l'Université de Cologne où il continue à travailler jusqu'en 1975.
De 1975 à  1979, il exerce à l'université de Fribourg  comme assistant scientifique et est promu à la fonction de professeur d'université. 
En 1987 Erhart Graefe devient Membre Correspondant de l'Institut Archéologique Allemande et, depuis 2009 membre de la Commission de Papyrologie, d'Épigraphie et de Numismatique de l'Académie des sciences et des arts de Rhénanie-du-Nord-Westphalie. 
Depuis 2013 il est membre à part entière du département des sciences humaines de Académie des sciences et des arts de Rhénanie-du-Nord-Westphalie.

## Publications
- (de) Untersuchungen zur Wortfamilie bjA (1969). (Dissertation), Privatdruck, Köln 1971.
- (de) Studien zu den Göttern und Kulten im 12. und 10. oberägyptischen Gau (insbesondere in der Spät- und Griechisch-römischen Zeit). Privatdruck, Freiburg 1980.
- (de) U(ntersuchungen zur Verwaltung und Geschichte der Institution der Gottesgemahlin des Amun vom Beginn des Neuen Reiches bis zur Spätzeit. zwei Bände In: Ägyptologische Abhandlungen. (ÄA) Band 37, Harrassowitz, Wiesbaden 1981,  (ISBN 3-447-02174-8).
- (de) Mittelägyptische Grammatik für Anfänger. 1. – 6. Auflage, Harrassowitz, Wiesbaden 1987–2001,  (ISBN 3-447-03445-9).
- (de) Das Grab des Ibi, Obervermögenverwalters der Gottesgemahlin des Amun (Thebanisches Grab Nr.36) Beschreibung und Rekonstruktionsversuche des Oberbaus. Funde aus dem Oberbau. (Mit Beiträgen von Diethelm Eigner und Jan Quaegebeur). Brüssel 1990.
- (de) Sat-Sobek und Peti-Imen-menu. Zwei ägyptische Särge aus Assiut und Theben. Stadt Hamm Gustav-Lübcke-Museum, 2001,  (ISBN 3-9806491-4-8).
- (de) Das Grab des Padihorresnet, Obervermögensverwalter der Gottesgemahlin des Amun (Thebanisches Grab Nr. 196) mit Beiträgen von Jan Quaegebeur, Peter Dils und Diethelm Eigner. (Reihe: Monumenta Aegyptiaca IX, 2 Bände), Brüssel 2003.
- (de) Die Doppelgrabanlage „M“ aus dem Mittleren Reich unter TT 196 im Tal el-Asasif in Theben-West. (Reihe: Aegyptiaca Monasteriensia, Band 5), Aachen 2007,  (ISBN 3-8322-6218-0).